# Приполярен Урал
Пприполярен Урал (на руски: Приполярный Урал) е планина, най-високата част на планината Урал, разположена в източната част на Република Коми и западната част на Ханти-Мансийски автономен окръг в Русия.
По билото на планината преминава границата между Европа и Азия. Простира се от север-североизток на юг-югозапад на протежение от 230 km, от изворите на река Хулга (от басейна на Об) до 64° с.ш., в близост до завоя на река Щугор (десен приток на Печора). Ширина до 150 km. В Приполярен Урал се издигат най-високите върхове на Урал: Народная 1894 m (65°02′06″ с. ш. 60°06′48″ и. д. / 65.035° с. ш. 60.113333° и. д.), Карпински 1878 m, Манарага 1820 m и др.
Най-високата осева част на планината е изградена от кварцити и кристалинни шисти, а западните и източните склонове – от метаморфни и седиментни скали (пясъчници, варовици и др.). Има съвременни малки ледници (Хофман, Версанофева и др.) и многочислени фирнови полета. Много добре са представени следите от бившите планинско-долинни ледници (циркуси, трогови долини, морени). От нея водят началото си множество реки от басейна на Печора на запад – Лемва, Кожим, Голяма Синя, Голям Паток и др. и редица реки от басейна на Северна Сосва (ляв приток на Об) на изток – Хулга, Халмерю, Народа, Маня, Шекура. На височина до 500 m склоновете ѝ са покрити с иглолистни и широколистни гори (смърч, лиственица, бреза), а нагоре следват планинска тундра, скалисти и каменисти безжизнени пространства.